# Rebecca Kleefisch

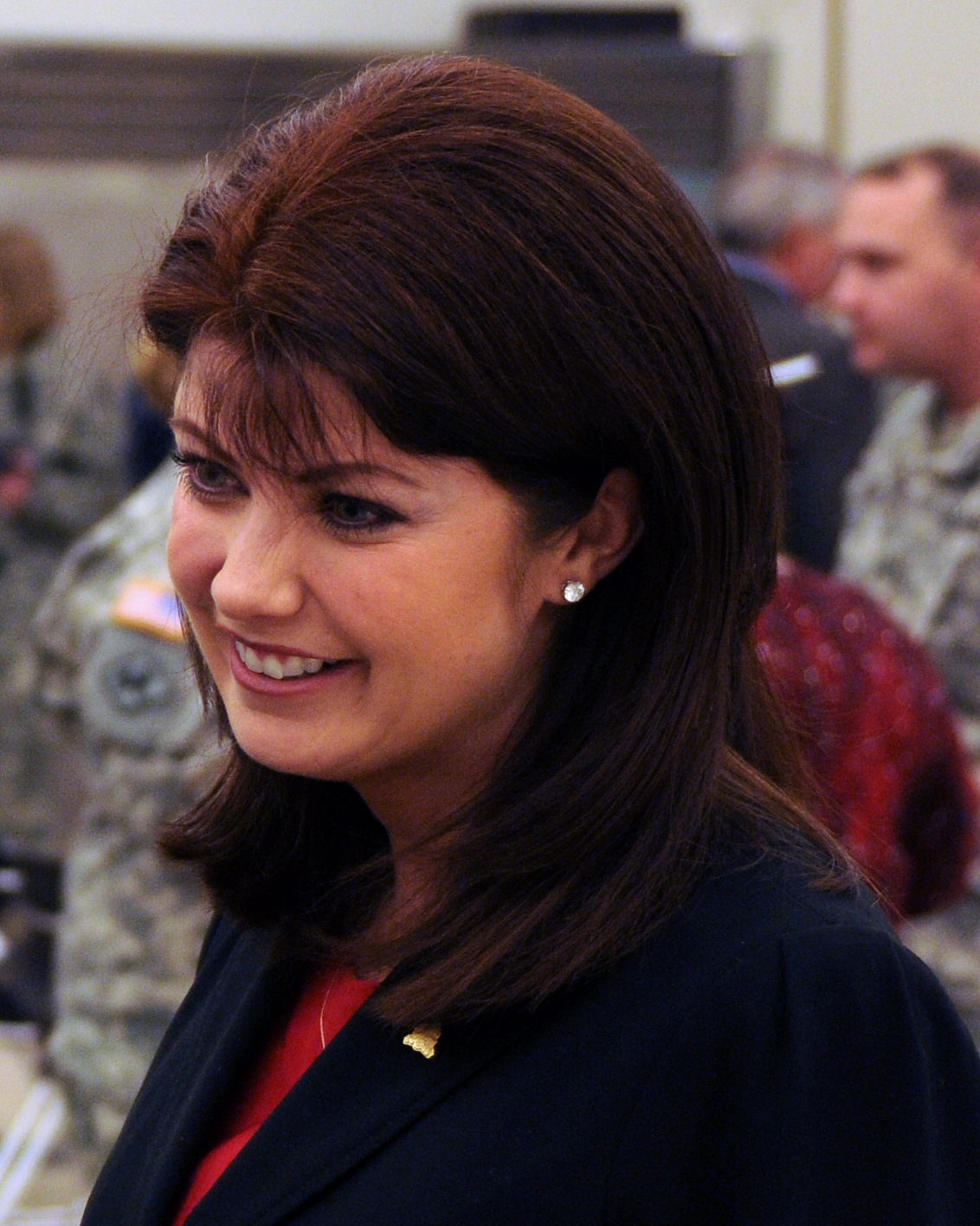
Rebecca Kleefisch (2013)

Rebecca Kleefisch (* 7. August 1975 in Pontiac, Michigan) ist eine US-amerikanische Politikerin der Republikanischen Partei. Zwischen 2011 und 2019 war sie Vizegouverneurin des Bundesstaates Wisconsin.

## Werdegang
Rebecca Reed, so ihr Geburtsname, absolvierte die University of Wisconsin in Madison. Anschließend arbeitete sie als TV-Reporterin in Rockford (Illinois) und später in Milwaukee. 2004 gründete sie ihr eigenes Unternehmen mit dem Namen Rebecca Kleefisch Enterprises, Inc. Sie heiratete den Lokalpolitiker Joel Kleefisch, der Abgeordneter in der Wisconsin State Assembly war. Politisch trat sie vor 2010 nicht in Erscheinung.
In jenem Jahr wurde sie als Mitglied der Republikanischen Partei an der Seite von Scott Walker zur Vizegouverneurin von Wisconsin gewählt. Dieses Amt bekleidet sie seit 2011. Dabei ist sie Stellvertreterin des Gouverneurs. Im Jahr 2012 kam es in Wisconsin zu einer durch ein Volksbegehren erzwungenen Neuwahl des Gouverneurs und der Vizegouverneurin. Hintergrund war die Verstimmung über eine Gesetzesvorlage. Beide Politiker überstanden diese Wahlen und wurden in ihren jeweiligen Ämtern bestätigt. Auch bei den regulären Wahlen des Jahres 2014 wurden sowohl der Gouverneur als auch seine Stellvertreterin wieder gewählt. Bei den Wahlen 2018 unterlagen Walker und Kleefisch dem demokratischen Duo aus Tony Evers und Mandela Barnes. Ihre Amtszeit endete am 7. Januar 2019.
Im Jahr 2010 erkrankte Rebecca Kleefisch an Darmkrebs. Diese Erkrankung hat sie inzwischen überwunden.